# كلنتر (منصب)

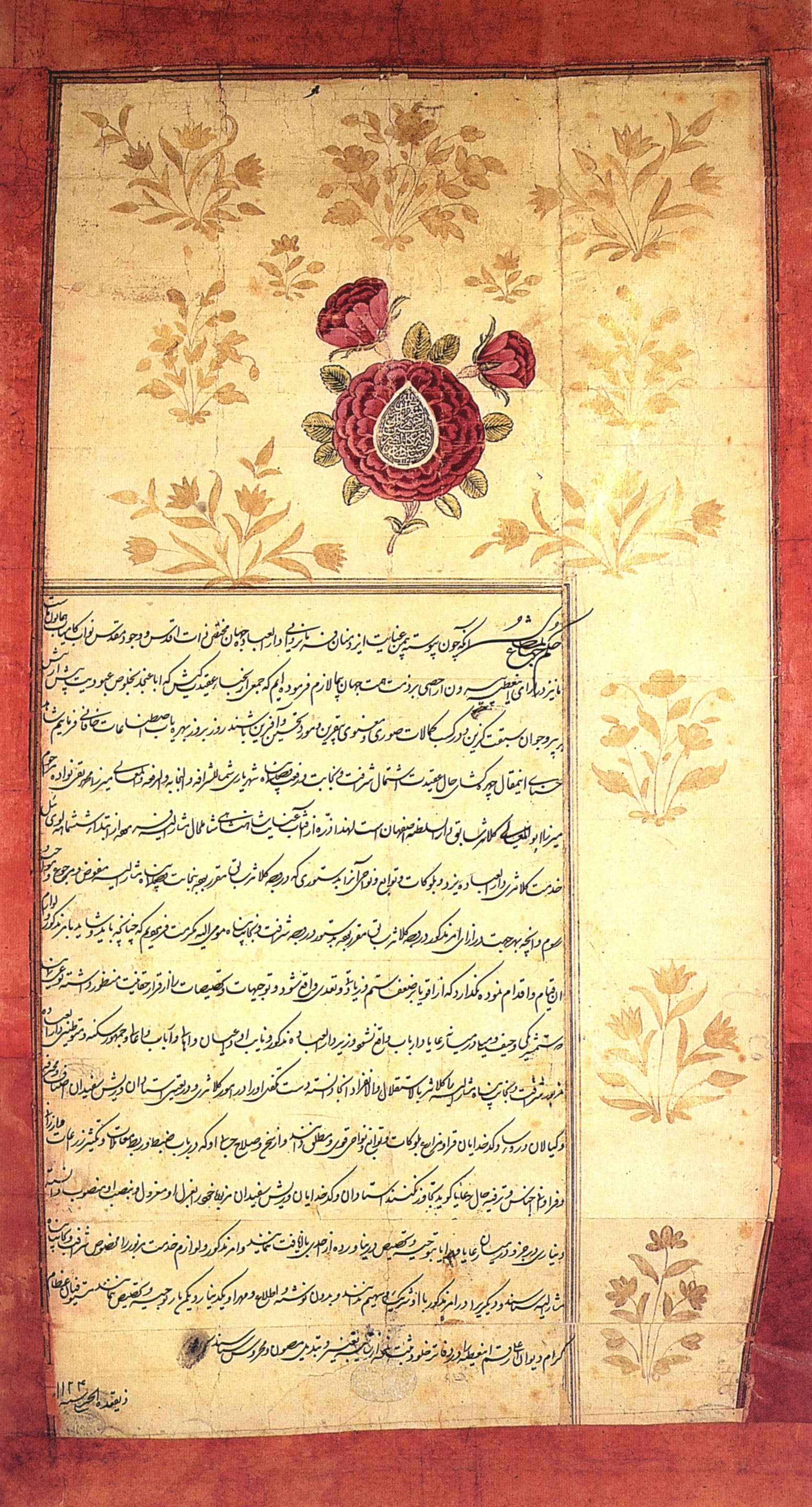
فرمان من الشاه الصفوي سلطان حسين بتعيين ميرزا محمد تقي كلنتر يزد ، بتاريخ 1712

كلنتر (الفارسية: کلانتر) كان مصطلحًا فارسيًّا مٌستخدمًا في الدول الإسلامية المتأخرة، يُشير إلى رئيس البلدية (العُمدة) المسؤول عن مدينة، وقد انتشر هذا المصطلح في إيران. وبحلول نهاية القرن التاسع عشر، كانت السلطات الأخرى التي تمثل أنظمة الحكم الجديدة قد حلت إلى حد كبير محل منصب الكلنتر. ولا يزال أفراد قبيلتي بختياري الإيرانية وقشقاي التركية يستخدمون هذا المصطلح للإشارة إلى زعماء فرقهم القبلية.
وفي إيران الصفوية، كان كلنتر المجتمع الأرمني في جلفا الجديدة شخصية مهمة ومؤثرة. كان عادةً من أصل أرمني، وكانت واجباته مماثلة لواجبات الكلنتر في المدن أو المناطق الأخرى. في القرنين السابع عشر والثامن عشر، كان لدى جورجيا الصفوية أيضًا مسؤول معروف يُدعى كلنتر، ويبدو أن واجباته كانت تتطابق على نطاق واسع مع واجبات كلنتر في مدن البر الرئيس لإيران.
الكلمة من أصل فارسي وأصلها من "كَلَن"، والتي تعني "كبير أو عظيم".